# أزمة ديون أمريكا اللاتينية

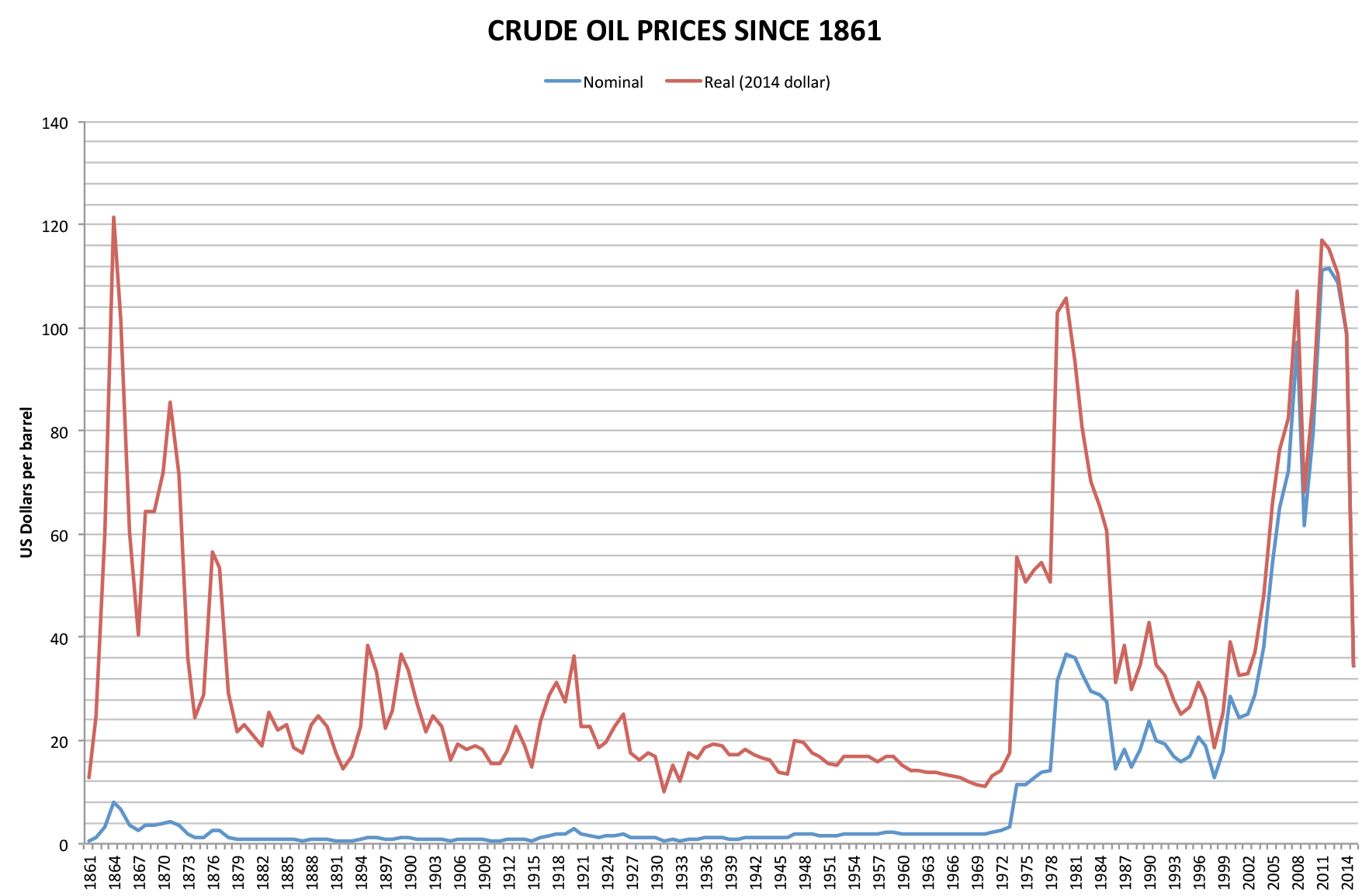
مخطط بالمعدل السنوي لسعر برميل النفط الخام بالدولار الأمريكي من 1861 حتى 2014.

كانت أزمة ديون أمريكا اللاتينية (بالإسبانية: كريزيس دولا دويدا لاتينوأميريكانا؛ بالبرتغالية: كريز دادجيفيدا لاتينوأمريكانا) أزمةً ماليةً نشأت في أوائل ثمانينيات القرن العشرين (وبالنسبة لبعض الدول التي بدأت في سبعينيات القرن العشرين)، والمعروفة غالبًا باسم «العقد المفقود»، عندما وصلت دول أمريكا اللاتينية إلى نقطة تجاوزت فيها ديونها الخارجية قدرتها على الكسب، ولم تكن قادرة على سدادها.

## الأصل
ففي ستينيات وسبعينيات القرن العشرين، اقترضت العديد من دول أمريكا اللاتينية، وأبرزها البرازيل والأرجنتين والمكسيك، مبالغ ضخمة من المال من الدائنين الدوليين من أجل التحول الصناعي، وخاصة برامج البنية الأساسية. كانت هذه الدول ذات اقتصاد متصاعد في ذلك الوقت، لذا فقد كان الدائنون سعداء بتقديم القروض. في البداية، كدّست الدول النامية القروض إجمالًا من خلال طرق عامة مثل البنك الدولي. بعد عام 1973، تدفقت الأموال إلى المصارف الخاصة من الدول الغنية بالنفط التي اعتقدت أن الديون السيادية استثمار آمن. اقترضت المكسيك في مقابل عائدات النفط المستقبلية ديون تقدر بالدولار الأميركي، لذلك انهار الاقتصاد المكسيكي أيضًا عندما أنهار سعر النفط.
ما بين عامي 1975 و1982، ارتفعت ديون أمريكا اللاتينية للبنوك التجارية بمعدل سنوي تراكمي قدره 20.4%. دفع هذا الاقتراض المتزايد أمريكا اللاتينية إلى مضاعفة ديونها الخارجية إلى أربعة أضعاف من 75 بليون دولار أمريكي في عام 1975 إلى أكثر من 315 بليون دولار في عام 1983، أي 50% من الناتج المحلي الإجمالي «جي دي بّي» للمنطقة. نمت خدمة الديون (أقساط الفائدة وتسديد أصل الدين) بشكل أسرع مع ارتفاع أسعار الفائدة العالمية، حيث بلغت 66 مليار دولار في عام 1982، بعد أن كانت 12 مليار دولار في عام 1975.

## التاريخ
عندما دخل الاقتصاد العالمي في الركود في السبعينيات والثمانينيات من القرن العشرين، وقفزت أسعار النفط، كان ذلك بمثابة نقطة الانهيار بالنسبة لأغلب دول المنطقة. وجدت الدول النامية نفسها في أزمة سيولة يائسة. الدول المصدرة للنفط، تدفقت إليها الأموال بعد ارتفاع أسعار النفط في الفترة من 1973 إلى 1980، واستثمرت أموالها مع البنوك الدولية التي «أعادت تدوير» جزء كبير من رأس المال كقروض لحكومات أمريكا اللاتينية. تسببت الزيادة الحادة في أسعار النفط في بحث الكثير من الدول للحصول على المزيد من القروض لتغطية الأسعار المرتفعة، وحتى أن تتحمل بعض الدول المنتجة للنفط ديونًا كبيرة من أجل التنمية الاقتصادية على أمل أن تبقى الأسعار المرتفعة وتسمح لها بتسديد ديونها.
ومع ارتفاع أسعار الفائدة في الولايات المتحدة الأمريكية وأوروبا في عام 1979، ازدادت دفعات الديون أيضًا، ما جعل من الصعب على الدول المستدينة أن تسدد ديونها. كان تدهور سعر الصرف مع الدولار الأميركي يعني أن حكومات أمريكا اللاتينية في النهاية أصبحت مديونة بكميات هائلة من عملاتها الوطنية، فضلًا عن خسارة القوة الشرائية. تسبب انكماش التجارة العالمية عام 1981 في هبوط أسعار الموارد الأولية (أكبر صادرات أمريكا اللاتينية).
رغم التراكم الخطير للديون الخارجية على مدى عدة سنوات، فقد بدأت أزمة الديون عندما علمت أسواق رأس المال الدولية أن أمريكا اللاتينية لن تتمكن من سداد قروضها. حدث هذا في أغسطس 1982 عندما أعلن وزير مالية المكسيك خيسوس سيلفا ايرزوغ أن المكسيك لن تتمكن بعد الآن من سداد ديونها. وأعلنت المكسيك أنها لا تستطيع الوفاء بمواعيد استحقاق دفعاتها، وأعلنت من جانب واحد قرارًا رسميًا بتأجيل دفع الديون المستحقة لمدة 90 يومًا؛ كما طلبت إعادة التفاوض على فترات السداد وقروض جديدة من أجل الوفاء بالتزاماتها السابقة.
في أعقاب عجز المكسيك عن سداد ديونها، خفضت أغلب البنوك التجارية بشكل كبير أو أوقفت الإقراض الجديد لأمريكا اللاتينية. بقدر ما كانت أغلب قروض أمريكا اللاتينية قصيرة الأجل، فقد اندلعت أزمة عندما رفض إعادة تمويلها. مليارات الدولارات من القروض التي كانت في السابق ستتم إعادة تمويلها، أصبحت الآن مستحقة فورًا.
اضطرت البنوك على نحو ما إلى إعادة هيكلة الديون لتجنب الذعر المالي؛ وهذا ينطوي عادةً على قروض جديدة بشروط صارمة للغاية، فضلًا عن اشتراط قبول الدول المديونة تدخل صندوق النقد الدولي. وكانت هناك عدة مراحل من الاستراتيجيات لإبطاء الأزمة وإنهائها. فقد تحرك صندوق النقد الدولي لإعادة جدولة المدفوعات وخفض الإنفاق الحكومي في الدول المديونة. وفي وقت لاحق، شجع صندوق النقد والبنك الدولي الأسواق المفتوحة. وأخيرًا، دفعت الولايات المتحدة وصندوق النقد الدولي إلى تخفيف أعباء الديون، معترفين بأن الدول لن تتمكن من سداد كامل المبالغ الضخمة المستحقة عليها.
مع ذلك، بعض خبراء الاقتصاد غير التقليديين مثل ستيفن كانيتز لا ينسبون أزمة الديون إلى المستوى المرتفع من المديونية ولا إلى عدم تنظيم اقتصاد القارة. ويقولون إن سبب الأزمة هو حدود الرافعة المالية مثل قوانين الحكومة الأمريكية المصرفية التي تمنع بنوكها من إقراض أكثر من عشرة أضعاف حجم رؤوس أموالها وهو القانون الذي أجبرها عندما دمّر التضخم حدود الإقراض الخاصة بها على الحد من وصول الدول المتخلفة إلى المدخرات الدولية.

## التأثيرات
كانت أزمة الديون في عام 1982 هي الأشد خطورة في تاريخ أمريكا اللاتينية. فقد انخفضت الدخول والواردات؛ وركد النمو الاقتصادي؛ وارتفعت البطالة إلى مستويات عالية؛ كما قلّص التضخم القوة الشرائية للطبقات المتوسطة. في الواقع، في السنوات العشر بعد 1980، انخفضت الأجور الحقيقية في المناطق الحضرية في الواقع بين 20% و40%. وبالإضافة إلى ذلك، فإن الاستثمار الذي كان يمكن استخدامه لمعالجة القضايا الاجتماعية والفقر استُخدم بدلًا من ذلك لتسديد الديون.
استجابةً للأزمة، تخلّت معظم الدول عن نموذج التصنيع لاستبدال الواردات «آي إس آي» في الاقتصاد واعتمدت إستراتيجية التصنيع الموجه بالصادرات، وهي عادةً الاستراتيجية النيوليبرالية التي يشجعها صندوق النقد الدولي، رغم وجود استثناءات مثل تشيلي وكوستاريكا اللتين تبنتا الاستراتيجيات الإصلاحية. أدت عملية ضخمة من تدفق رأس المال إلى الخارج، وخاصة إلى الولايات المتحدة، إلى انخفاض أسعار الصرف، وبالتالي رفع سعر الفائدة الحقيقي. كان معدل نمو الناتج المحلي الإجمالي الحقيقي في المنطقة 2.3% فقط بين عامي 1980 و1985، ولكن من حيث معدل الدخل الفردي فقد شهدت أمريكا اللاتينية نموًا سلبيًا بلغ نحو 9%. بين عامي 1982 و1985، سددت أمريكا اللاتينية 108 مليارات دولار أمريكي.

## صندوق النقد الدولي
قبل الأزمة، اقترضت دول أمريكا اللاتينية مثل البرازيل والمكسيك الأموال لتعزيز الاستقرار الاقتصادي وتخفيض معدل الفقر. ولكن نظرًا لأن عجزهم عن سداد ديونهم الخارجية أصبح واضحًا، توقفت القروض، مما أوقف تدفق الموارد المتاحة مسبقًا للابتكارات والتحسينات في السنوات القليلة الماضية. وقد أدى ذلك إلى عدم جدوى تنفيذ العديد من المشاريع نصف الجاهزة، مما ساهم في مشاكل البنية التحتية في الدول المتضررة.
خلال فترة الركود الدولي في سبعينيات القرن العشرين، حاولت العديد من الدول الكبرى إبطاء ووقف التضخم في بلدانها من خلال رفع أسعار الفائدة على الأموال التي أقرضتها، مما أدى إلى زيادة ديون أمريكا اللاتينية الضخمة بالأصل. بين عامي 1970 و1980، ارتفعت مستويات ديون أمريكا اللاتينية بأكثر من 1000%.
تسببت الأزمة في انخفاض معدل الدخل الفردي وزيادة الفقر مع زيادة الفجوة بين الأغنياء والفقراء بشكل كبير. بسبب انخفاض معدل العمالة، اضطر الأطفال والشباب إلى الاتجار بالمخدرات والدعارة والإرهاب. كما أدى معدل العمالة المنخفض إلى تفاقم العديد من المشاكل مثل القتل والجريمة وجعل الدول المتضررة أماكن غير مرغوب العيش فيها. وفي محاولة ثائرة لحل هذه المشاكل، شعرت الدول المديونة بالضغط من أجل سداد الأموال المستحقة عليها باستمرار، مما جعله صعبًا إعادة بناء اقتصاد مدمر بالفعل.